# Tito Clódio Éprio Marcelo
Tito Clódio Éprio Marcelo (em latim: Titus Clodius Eprius Marcellus; m. 79) foi um senador romano da gente Clódia nomeado cônsul sufecto para o nundínio de novembro e dezembro de 62 com Quinto Júnio Marulo e novamente para os meses de maio e junho de 74 com Quinto Petílio Cerial Césio Rufo. É conhecido por ter sido adversário do senador estoicismo Trásea Peto e por seu embate contra Helvídio Prisco. Éprio também ficou famoso por sua capacidade de cair nas graças dos imperadores da época, especialmente Nero e Vespasiano, e por sua hostilidade a qualquer oposição senatorial ao poder imperial. Contudo, no último ano do reinado de Vespasiano, em circunstâncias obscuras, foi acusado de traição e se matou.

## Nome e origem
Éprio Marcelo era um homem novo, "que conta-se ter nascido em Cápua" de um família sem nenhuma distinção social. Sua filiação e tribo são conhecidas por causa de uma inscrição encontrada em Cápua e preservada no museu arqueológico de Nápoles. Com base no fato de o prenome de seu pai ter sido "Marco", o historiador Ronald Syme sugere que ele teria nascido nascido um "Éprio, filho de Marco" ("Eprius M.f") que foi adotado por um Tito Clódio; os dois prenomes para o raro nome "Éprio" são Marco e Lúcio, nunca Tito. Apesar de serem conhecidos vários "Marcos Clódios", o historiador Olli Salomies considera a teoria de Syme "muito provável".

## Carreira
É possível que Éprio Marcelo tenha se beneficiado de um patrocínio do poderoso ministro do imperador Cláudio, Lúcio Vitélio, que o tornou pretor por um dia, o último do ano de 48. Segundo uma inscrição encontrada em Pafos, Éprio Marcelo comandou uma legião antes disto, foi legado imperial propretor na Lícia e Panfília entre 53 e 56 e em Chipre. Ele era conhecido como um orador habilidoso, determinado e furioso que "ardia com os olhos, o semblante e a voz". Depois disto foi cônsul pela primeira vez no último trimestre de 62 com Quinto Júnio Marulo.
No julgamento de Públio Clódio Trásea Peto numa acusação inventada de maiestas ("traição"), Éprio Marcelo foi o principal acusador e defendeu que ele era um traidor da tradição e da religião romanas. A origem da disputa era o genro de Trásea Peto, Helvídio Prisco, que, em 68, acusou Éprio, mas abandonou o processo quando percebeu que a condenação dele envolveria diversos outros senadores. Em dezembro de 69, logo depois da vitória de Vespasiano na guerra civil, Helvídio, como pretor-eleito, atacou a conduta de Éprio no Senado durante o conflito, que se defendeu vigorosamente afirmando ser um dos súditos que "haviam tentado servir o Estado sob a liderança de maus imperadores". Segundo ele, era "muito bom emular Bruto e Catão em força moral, mas ele era apenas um senador e todos haviam sido escravos juntos".
Logo depois, Éprio acabou se tornando um dos amigos e conselheiros mais próximos de Vespasiano. Ele se gabava de ser membro de dois dos mais prestigiosos colégio sacerdotais da Roma imperial, o dos sodais augustais e o dos áugures. Entre 70 e 73, foi procônsul da Ásia por um mandato anormalmente longo de três anos e retornou a Roma para seu segundo consulado sufecto entre maio e junho de 74 com Quinto Petílio Cerial Césio Rufo. Nesta época, Helvídio Prisco foi banido e depois assassinado, supostamente por ordem de Vespasiano, um processo no qual alguns desconfiaram das maquinações de Éprio. Em 79, ele próprio se viu envolvido num complô com o ex-general viteliano Aulo Cecina Alieno contra a dinastia flaviana. Chamado a depor no Senado e condenado, Éprio cortou sua própria garganta com uma navalha.